# Burbank (Illinois)
Burbank ist eine City im amerikanischen Bundesstaat Illinois. Beim Census 2000 zählte die Bevölkerung von Burbank 27.902 Menschen.
Burbank gehört zum Stickney Township.

## Geografie

### Nachbargemeinden
Im Norden von Burbank liegt die City of Bridgeview und das Village Bedford Park; östlich liegt das Village Hometown und südlich von Burbank liegt die City of Oak Lawn und Chicago Ridge, im Südosten Palos Hills und im Westen City of Hickory Hills. Daran schließt sich das Village Justice an.

## Geschichte
Das Gebiet von Burbank wurde in den 1850er Jahren erstmals durch Farmer besiedelt, als dort der Lyons Township eingerichtet wurde. Burbank lag in der südöstlichen Bereich des Townships.
In den folgenden Jahrzehnten siedelten sich vorwiegend deutsche und holländische Farmer an. Der geplante Eisenbahnanschluss fiel der Wirtschaftskrise von 1893 zum Opfer.
Als der Stickney Township 1901 aus dem Lyons Township neugebildet wurde, bildete Burbank den südlichen Endpunkt des Townships. Burbank konnte von dem Vorort-Boom in den 1920er Jahren nicht profitieren, da die Wasserversorgung, Kanalisation und Straßen nicht in ausreichendem Maße vorhanden waren. Zudem kämpfte das Gebiet um Burbank mit Überschwemmungen.
Die Kanalisation und Wasserversorgung verbesserte sich erst mit der Gründung des South Stickney Sanitary District in den 1950er Jahren. Im Jahr 1959 wurde in Burbank erstmals eine Kanalisation verlegt. Auch wurde die Überschwemmungsproblematik in diesen Jahren gelöst. In den folgenden Jahren konnte die Bevölkerung um das Dreifache auf 20.720 Einwohner gesteigert werden.
1970 war Burbank das letzte Gebiet, welches eine eigenständige Gemeinde wurde. Gleichzeitig wurde Stickney Township von Chicago annektiert. Der Name von Burbank leitet sich von der Luther Burbank Elementary School ab.

## Demografische Daten
Bei der Volkszählung im Jahre 2000 wurde eine Einwohnerzahl von 27.902 ermittelt. Die Bevölkerung verteilte sich auf 9.317 Haushalte mit einer Durchschnittsgröße von 2,98 Personen (US-Durchschnitt: 2,59 Personen). Hierunter fallen 7362 Familienhaushalte mit durchschnittlich 3,44 Personen (US-Durchschnitt: 3,14 Personen).
Die Bevölkerung bestand im Jahre 2000 aus 90,7 % Weißen, 0,3 % Afroamerikanern, 1,8 % Asiaten und 3,9 % anderen. 3,2 % gaben an, von mindestens zwei dieser Gruppen abzustammen. 11,1 % der Bevölkerung bestand aus Hispanics, die verschiedenen der genannten Gruppen angehörten.
25,1 % waren unter 18 Jahren (5,9 % unter fünf Jahre), von den über 18-Jährigen waren 14,1 % über 65 Jahre. Das durchschnittliche Alter lag bei 36,9 Jahren. In Burbank gibt es einen leichten Frauenüberschuss von rund 600 Frauen.

## Politik
Burbank City gehört zur Metropolregion Chicago. In dieser Metropolregion leben rund 9,6 Millionen Menschen in 15 Counties.

### Bürgermeister
1991 wurde Harry J. Klein zum Bürgermeister von Burbank gewählt. Als Vertreter Burbanks gehört Harry J. Klein der Southwest Conference of Mayors' Officers an. Nach 26 Jahren als Bürgermeister kandidierte er bei der Wahl im April 2017 nicht mehr – er war 77 Jahre alt. Sein Nachfolger wurde Dan Foy.

## Wirtschaft und Infrastruktur
14.100 Menschen über 16 Jahre sind Arbeitnehmer. Dies entspricht einem Bevölkerungsanteil von 64,7 %. Hiervon sind rund 800 Menschen ohne Beschäftigung.
Das durchschnittliche Einkommen der Haushalte in Burbank City betrug 49.388 $, das durchschnittliche Familieneinkommen bei 56.279 $. Das Einkommen der Männer lag durchschnittlich bei 38.994 $, das der Frauen bei 26.651 $. Das Pro-Kopf-Einkommen belief sich auf 18.923 $.

### Verkehr
Der öffentliche Personennahverkehr wird in Burbank durch die Chicago Transit Authority durch Buslinien betrieben. Im Umkreis von Burbank befinden sich einige Staatsstraßen und Highways (294, 55, 57, 94). Zudem ist der Chicago Midway International Airport in direkter Nähe.

### Bildung
Von den über Dreijährigen der Bevölkerung Burbank Citys sind 7305 in einer Bildungseinrichtung. Rund vierhundert Kinder sind in einer Kinderkrippe, dreihundertfünfzig in einem Kindergarten, über 3200 in einer Elementary School, 1800 auf der High School und 1600 auf dem College.
Für diese sind in den zwei Schulbezirken (111 und 220) von Burbank City 14 Schulen vorhanden. Im Schulbezirk 111 liegen die Luther Burbank, Richard E. Byrd School, Harry E. Fry School, Jacqueline B. Kennedy School, Rosa G. Maddock School, Frances B. McCord School, Edward J. Tobin School und die Liberty Junior High. Der Schulbezirk 220 umfasst die Reavis High School, St. Albert the Great, Queen of Peace High School und die St. Laurence High School.
Weiterhin gibt es in Burbank das Moraine Valley Community College und eine Schule für Menschen mit physischen und/oder psychischen Einschränkungen.